# Mineral Wells (Teksas)
Mineral Wells – miasto w Stanach Zjednoczonych, w stanie Teksas, na pograniczu hrabstw Palo Pinto i Parker. Położone jest ok. 70 kilometrów na zachód od Fort Worth.
Nazwę zawdzięcza znajdującym się w okolicy źródłom mineralnym stanowiącym podstawę rozwoju miasta.

## Galeria

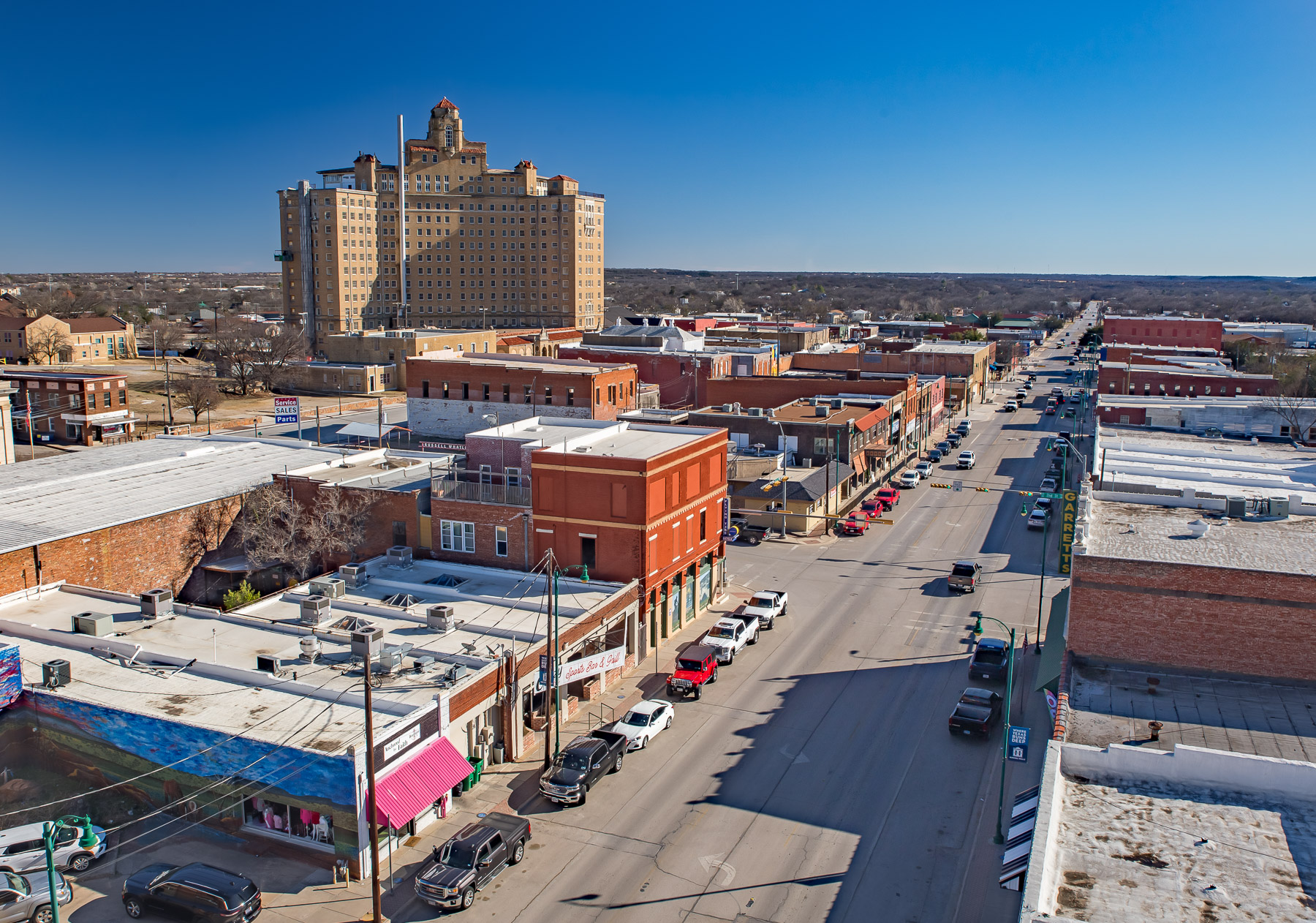
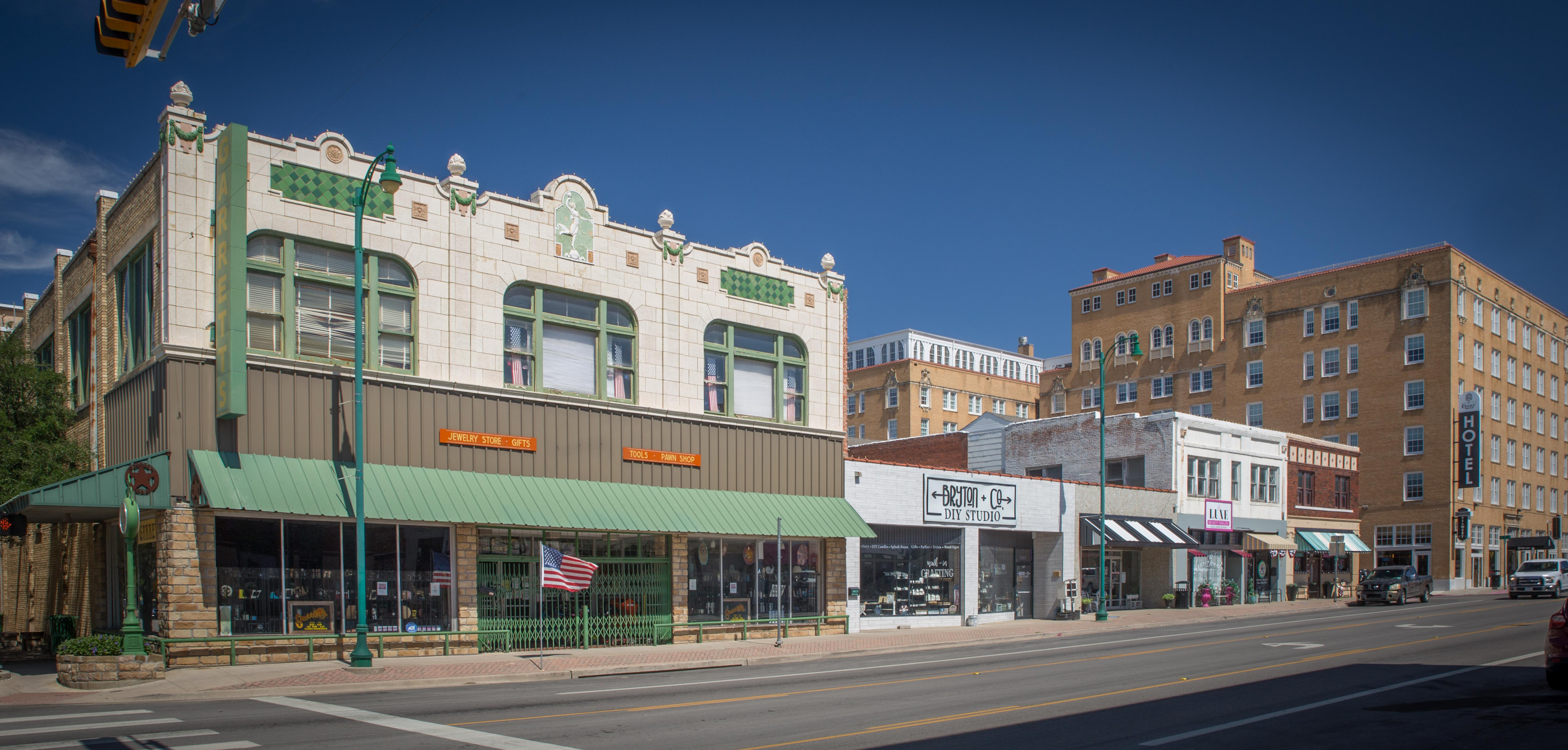
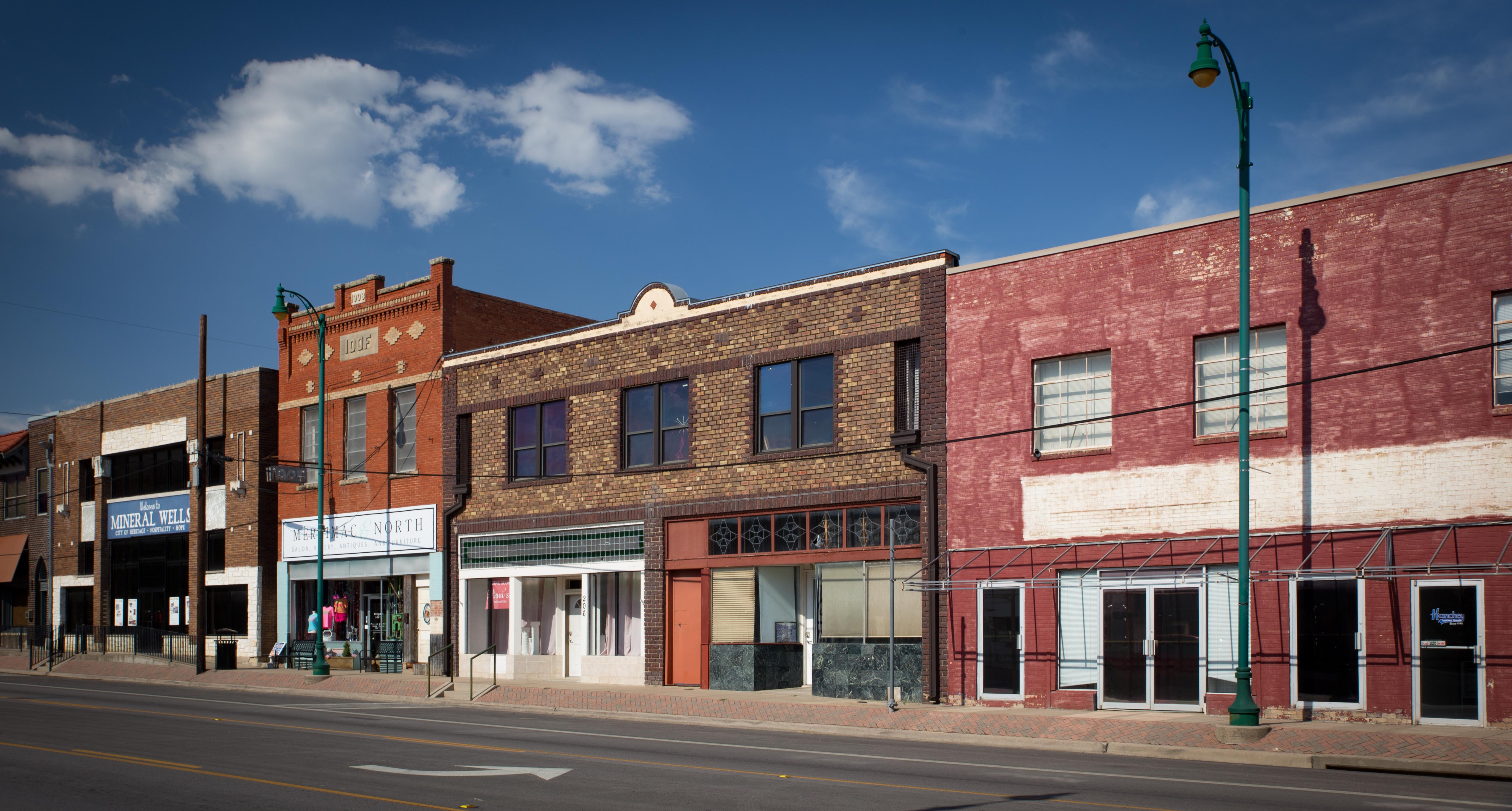
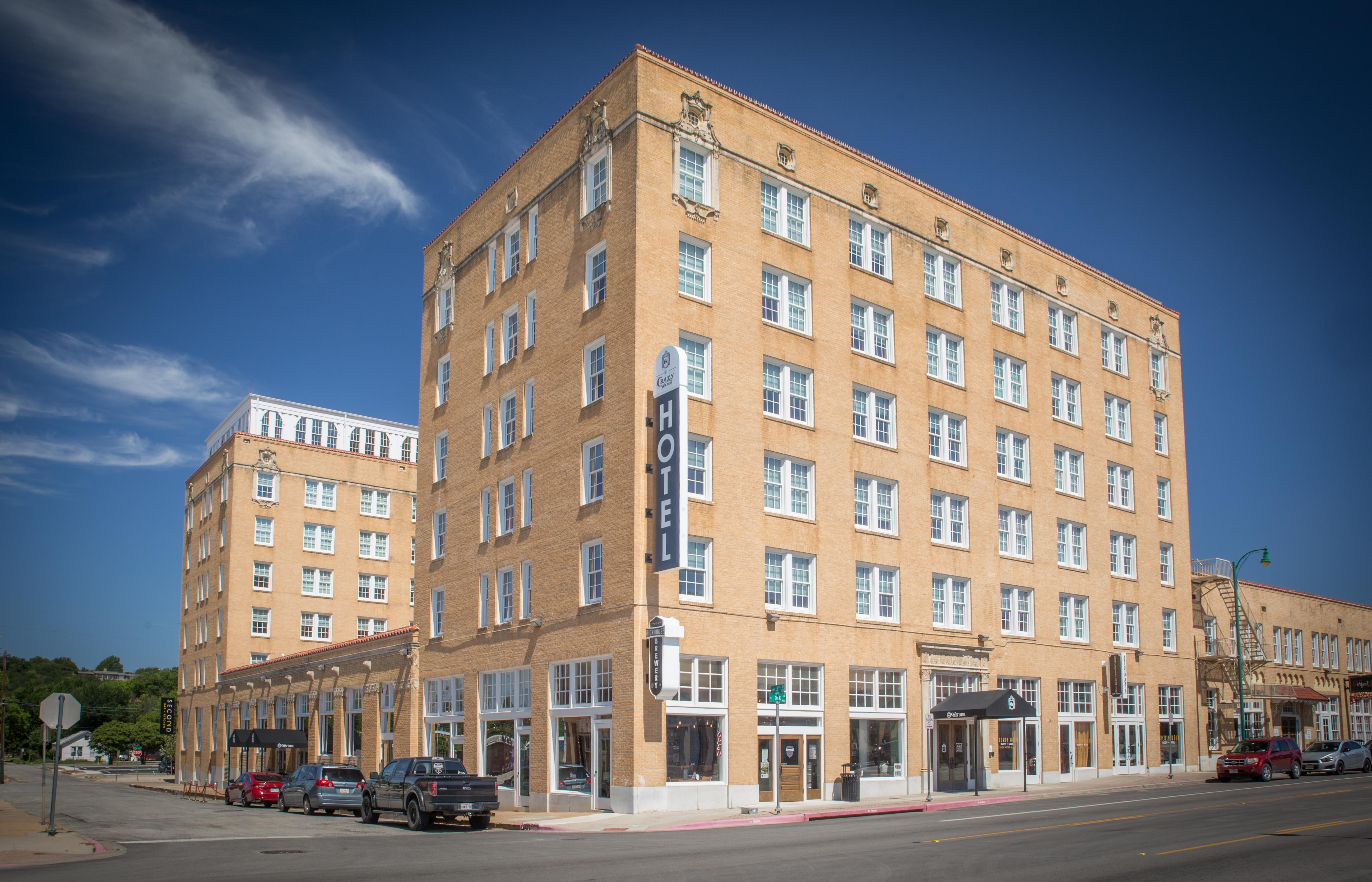

## Demografia
Według danych szacunkowych United States Census Bureau z 2023 roku miasto liczyło 15 454 mieszkańców. Natomiast skład etniczny w mieście wyglądał następująco: Biali niebędący Latynosami 62,9%, Latynosi 26,8%, Afroamerykanie 4,9%, Azjaci 2%, rasy mieszanej 10,9%.